# Willoughby Gray
Willoughby Gray (* 6. November 1916 in London, England, nach anderen Quellen: Aberdeen, Schottland; † 13. Februar 1993 in Salisbury, Wiltshire) war ein britischer Bühnenschauspieler, der auch in Fernsehserien und Filmen spielte.

## Leben
Während der 1950er-Jahre trat Gray in 39 Folgen der Fernsehserie Die Abenteuer von Robin Hood auf und erschien im Jahr 1958 als Pete in Harold Pinters The Birthday Party – Die Geburtstagsfeier. Zu seinen Engagements als Filmschauspieler zählten die Rolle des Dr. Reilly in Die Rache der Pharaonen (1959) und die des schurkenhaften Nazi-Wissenschaftlers Dr. Carl Mortner in dem James-Bond-Film Im Angesicht des Todes (1985). In den späten 1980er-Jahren spielte er in der BBC-Fernsehserie Howards' Way den Bankier Sir John Evens.
Gray war mit der Choreografin Felicity Gray verheiratet. Die Ehe blieb kinderlos.
Willoughby Gray starb im Februar 1993 im Alter von 76 Jahren.

## Filmografie (Auswahl)
- 1947: The Mark of Cain
- 1950: Eine Stadt hält den Atem an (Seven Days to Noon)
- 1952: Treffpunkt Moskau (Top Secret)
- 1954: Stranger from Venus
- 1955: Richard III.
- 1955–1956: Die Abenteuer von Robin Hood (The Adventures of Robin Hood; Fernsehserie, 39 Folgen)
- 1959: Die Rache der Pharaonen (The Mummy)
- 1967: Das dreckige Dutzend (The Dirty Dozen)
- 1968: Mit Schirm, Charme und Melone (The Avengers) (Fernsehserie, Folge „You’ll Catch Your Death“)
- 1970: Waterloo
- 1972: Der junge Löwe (Young Winston)
- 1974: Eine todsichere Sache (Dead Cert)
- 1978: Absolution
- 1979: Die Onedin-Linie (The Onedin Line; Fernsehserie, 2 Folgen)
- 1984: Die Profikiller (The Hit)
- 1985: James Bond 007 – Im Angesicht des Todes (A View to a Kill)
- 1985–1990: Howards’ Way (Fernsehserie, 40 Folgen)
- 1986: Solarfighters
- 1987: Die Braut des Prinzen (The Princess Bride)